# U-237
Unterseeboot 237 foi um submarino alemão do Tipo VIIC, pertencente a Kriegsmarine que atuou durante a Segunda Guerra Mundial.

## Comandantes
| Comandante                   | Data                                       |
| ---------------------------- | ------------------------------------------ |
| Kptlt. Hubert Nordheimer     | 31 de janeiro de 1943 - 14 de maio de 1943 |
| Oblt. Lothar König           | 8 de outubro de 1943 - setembro de 1944    |
| Oblt. Johannes van Stipriaan | setembro de 1944 - outubro de 1944         |
| Kptlt. Karl-Heinz Menard     | outubro de 1944 - 4 de abril de 1945       |

## Subordinação
Durante o seu tempo de serviço, esteve subordinado às seguintes flotilhas:
| Período                                        | Flotilha                                |
| ---------------------------------------------- | --------------------------------------- |
| 30 de janeiro de 1943 - 20 de maio de 1943     | 5. Unterseebootsflottille (treinamento) |
| 8 de outubro de 1943 - 28 de fevereiro de 1945 | 23. Unterseebootsflottille (trial boat) |
| 1 de março de 1945 - 4 de abril de 1945        | 31. Unterseebootsflottille              |